# Lijst van rijksmonumenten in Sweikhuizen
De plaats Sweikhuizen telt 9 inschrijvingen in het rijksmonumentenregister. Hieronder een overzicht.
| Object                                                               | Oorspronkelijke functie? | Bouwjaar                                                 | Architect                         | Locatie       | Coördinaten?                  | Nr.?   | Afbeelding                                   |
| -------------------------------------------------------------------- | ------------------------ | -------------------------------------------------------- | --------------------------------- | ------------- | ----------------------------- | ------ | -------------------------------------------- |
| Stammenhof: grote bakstenen hoeve met binnenplaats                   | Boerderij                | 18e-19e eeuw                                             |                                   | Stammen 1     | 50° 57' 0" NB, 5° 51' 34" OL  | 33367  | Meer afbeeldingen                            |
| Hoeve in haakvorm, van baksteen met fragmenten van mergel en vakwerk | Boerderij                | 18e-eerste helft 19e eeuw                                |                                   | Bergstraat 11 | 50° 57' 6" NB, 5° 51' 14" OL  | 33368  | Meer afbeeldingen                            |
| H. H. Dionysius en Odiliakerk                                        | Kerk en kerkonderdeel    | 1739                                                     | Reinier Haagens en W.J. Fabricius | Kerkstraat 2  | 50° 57' 12" NB, 5° 50' 47" OL | 33369  | Meer afbeeldingen                            |
| Vakwerkhuis in haakvorm                                              | Woonhuis                 | 18e eeuw                                                 |                                   | Bergstraat 88 | 50° 57' 12" NB, 5° 50' 43" OL | 33370  | Meer afbeeldingen                            |
| Vakwerkhuis in haakvorm                                              | Woonhuis                 | eerste helft 19e eeuw                                    |                                   | Sleijerweg 2  | 50° 57' 11" NB, 5° 50' 39" OL | 33371  | Upload foto                                  |
| Vuursteenvindplaatsen en sporen van bewoning                         | Archeologisch monument   | Laat-Palaeolithicum, het Nesolithicum, Vroeg-Neolithicum |                                   |               | 50° 56' 54" NB, 5° 50' 51" OL | 341113 | Vuursteenvindplaatsen en sporen van bewoning |
| Steenfabriek St. Jozef                                               | Industrie                | 1900-1925                                                |                                   | Daneken 1     | 50° 57' 51" NB, 5° 50' 47" OL | 513959 | Meer afbeeldingen                            |
| Retraitehuis Schinnen                                                | Kapel                    | 1946                                                     |                                   | Moorheide 1   | 50° 56' 47" NB, 5° 50' 56" OL | 521695 | Meer afbeeldingen                            |